# Yulema Corres
Yulema Corres Somovilla (Vitoria, Álava, 7 de marzo de 1992) es una futbolista española. Juega como delantera y su equipo actual es el Athletic Club de la Primera División Femenina de España.

## Clubes
| Club          | País   | Año               |
| ------------- | ------ | ----------------- |
| Athletic Club | España | 2014 - Actualidad |

## Palmarés

### Campeonatos nacionales
| Título           | Club          | País   | Año     |
| ---------------- | ------------- | ------ | ------- |
| Primera División | Athletic Club | España | 2015-16 |